# Ahmed Saad
Ahmed Saad   (El Faium, 1 de novembre de 1986) és un aixecador de peses egipci de la dècada de 2010. Va competir als Jocs Olímpics de 2004, 2012 i 2016.

## Palmarès
- Jocs de la Solidaritat Islàmica
  - Medalla d'argent: 2017 (62 kg)

## Resultats
| Any                 | Seu                    | Pes                 | Arrencada (kg)      | Arrencada (kg)      | Arrencada (kg)      | Arrencada (kg)      | Dos temps (kg)      | Dos temps (kg)      | Dos temps (kg)      | Dos temps (kg)      | Total               | Pos.                |
| Any                 | Seu                    | Pes                 | 1                   | 2                   | 3                   | Pos.                | 1                   | 2                   | 3                   | Pos.                | Total               | Pos.                |
| Representant Egipte | Representant Egipte    | Representant Egipte | Representant Egipte | Representant Egipte | Representant Egipte | Representant Egipte | Representant Egipte | Representant Egipte | Representant Egipte | Representant Egipte | Representant Egipte | Representant Egipte |
| Jocs Olímpics       | Jocs Olímpics          | Jocs Olímpics       | Jocs Olímpics       | Jocs Olímpics       | Jocs Olímpics       | Jocs Olímpics       | Jocs Olímpics       | Jocs Olímpics       | Jocs Olímpics       | Jocs Olímpics       | Jocs Olímpics       | Jocs Olímpics       |
| ------------------- | ---------------------- | ------------------- | ------------------- | ------------------- | ------------------- | ------------------- | ------------------- | ------------------- | ------------------- | ------------------- | ------------------- | ------------------- |
| 2004                | Atenes, Grècia         | 56 kg               | 97.5                | 102.5               | 105                 | 12                  | 120                 | 127.5               | 130                 | 11                  | 232.5               | 11                  |
| 2012                | Londres, Regne Unit    | 62 kg               | 125                 | 130                 | 130                 | 9                   | 158                 | 162                 | 165                 | 7                   | 292                 | 9                   |
| 2016                | Rio de Janeiro, Brasil | 62 kg               | 127                 | 131                 | 133                 | 4                   | 155                 | 161                 | 164                 | 6                   | 294                 | 5                   |